# Lucius Ateius Praetextatus
Lucius Ateius Praetextatus - znany z wielkiej uczoności autor kilku dzieł o treści gramatycznej i antykwarycznej, które nie zachowały się do naszych czasów. Nosił przydomek "Filolog", przyjaźnił się z Sallustiuszem i z Azyniuszem Pollionem.